# Ceownik

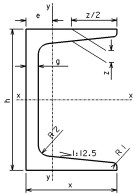
Ceownik walcowany

Ceownik – wyrób hutniczy, walcowany lub gięty z metalu. Wytwarzany w postaci prostych odcinków. Jego przekrój poprzeczny (profil) przypomina literę C.